# Deacon Blue
Deacon Blue és una banda escocesa de pop-rock formada a Glasgow durant 1985. La formació de la banda està composta per Ricky Ross i Lorraine McIntosh, vocals, James Prime, teclat i Dougie Vipond, bateria.
La banda va llançar el seu àlbum debut, Raintown, l'1 de maig de 1987 al Regne Unit i als Estats Units al febrer de 1988. El seu segon àlbum, When the World Knows Your Name (1989), va superar el quadre dels Albums al Regne Unit durant dues setmanes i incloïa "Real Gone Kid", que es va convertir en el seu primer senzill top 10 en el Regne Unit.
Deacon Blue va llançar el seu quart àlbum, Whatever You Say, Say Nothing el 1993. La banda es va separar el 1994, després de la qual Vipond va començar una carrera televisiva.
Cinc anys més tard, la banda va organitzar un concert de reunió, que va portar a un nou disc, Walking Back Home, amb la banda treballant a temps parcial. La banda va llançar un altre àlbum, Homesick, el 2001. Tot i que Graeme Kelling va morir del càncer de pàncrees el 2004, la banda va continuar i el 2006 va veure Deacon Blue tornar a l'estudi per gravar tres noves cançons per a un àlbum de Singles, incloent la cançó "Bigger than Dynamite".
El següent àlbum de Deacon Blue va ser The Hipsters, el 2012. La banda va llançar un altre disc, A New House, al setembre de 2014. L'àlbum més recent, Believers, va ser llançat al setembre de 2016. Un concert gravat del seu retorn a la Barrowlands, Glasgow, va ser llançat el 31 de març de 2017.
A partir de 2012, les vendes d'àlbums totals de Deacon Blue es van situar en sis milions, amb dotze primers del Top 40 del Regne Unit, juntament amb dos discos número u en vendes del Regne Unit.